# Anglès (la Selva)
Anglès és una vila i municipi de la comarca de la Selva.

## Geografia
- Llista de topònims d'Anglès (Orografia: muntanyes, serres, collades, indrets..; hidrografia: rius, fonts...; edificis: cases, masies, esglésies, etc).

El terme municipal d'Anglès ocupa una extensió de 16,31 km² i està situat al vessant nord-est de la comarca de la Selva. La vila s'aixeca al mig d'una extensa vall que dista 17 km de Girona, 12 de Santa Coloma de Farners, 100 de Barcelona i 40 de la Costa Brava. La vila vella s'enlaira sobre un petit turó situat al mig d'una plana fèrtil que hi ha al costat sud de la desembocadura de la riera d'Osor al riu Ter, cabals d'aigua que marquen la frontera amb la vila veïna de la Cellera de Ter i amb el municipi de Sant Julià del Llor i Bonmatí respectivament. El poble modern s'ha anat estenent vers aquesta plana i damunt d'alguns petits turons que l'encerclen. El massís de les Guilleries tanca la vall per l'oest. El municipi comprèn el nucli urbà, els veïnats del Pla d'Amunt i Pla d'Avall, ambdós establerts al mig de la plana, i el veïnat de les Masies de Sant Amanç, enclavat damunt d'una zona muntanyosa que cau des dels contraforts de les Guilleries fins a arribar al Pla d'Avall. Tot i tenir un ambient humit propiciat pel riu Ter, la riera d'Osor i diversos torrents, que formen un microclima característic, en línies generals podem parlar d'un clima mediterrani amb temperatures mitjanes d'uns 15 °C i una pluviometria anual de 850 l/m². Pel que fa a la diòcesi, forma part del bisbat de Girona.

## Història
| Entitat de població | Habitants (2024) |
| Anglès              | 5.729            |
| Pla d'Amunt         | 98               |
| Pla d'Avall         | 36               |
| la Farga            | 19               |
| Mines del Sant Pare | 18               |
| Cuc                 | 15               |
| Font: Idescat       |                  |

### Prehistòria
Dins el terme municipal i els seus voltants s'han trobat jaciments del Paleolític inferior i mitjà, i alguna peça del Neolític. L'any 1888, i posteriorment l'any 1954-1955, en obrir-se uns fonaments a Indústries Burés, aparegué una necròpolis d'incineració que pot situar-se en el període de transició entre l'edat del bronze i l'edat del ferro.
La primera referència escrita data de l'any 860 i correspon a un precepte signat pel rei Carles el Calb, concedit a instància de l'abat Teodosi del monestir dels sants Medir i Genís. Aquest document es refereix a l'església parroquial de Santa Maria de Sales de la Cellera de Ter, i s'hi esmenta la vall d'Anglès com a valle Anglesio, que significa ‘la vall de les esglésies'.

### Època medieval
Per una sentència formulada pel mall o jurat de Girona l'any 898 a favor del monestir d'Amer es coneixen els cognoms de catorze famílies que habitaven aquesta vall. L'any 1019 apareix esmentada per primer cop l'església de Sant Amanç, Sancti Amancii Anglensis. Berenguer d'Anglès és el primer feudatari del vescomte de Girona, Guerau Ponç, esmentat l'any 1116. Per primer cop, en un document signat l'any 1200 per Guerau I de Cabrera, vescomte de Cabrera, s'esmenta a la vegada el castell i la capella de la fortalesa, avui església parroquial de Sant Miquel.
L'any 1242 Ramon de Cabrera, segon fill de Guerau V de Cabrera, rebia en testament el castell. Posteriorment, ell i la seva muller Alamanda, el 1279 es vengueren les seves possessions a Berenguer de Gornal, ciutadà de Girona, que traspassà els drets de compra al clergue Guillem Gaufred, tresorer del capítol de la Seu de Girona. Uns anys després, Ramon de Cabrera tornaria a recuperar les seves possessions.
Dins la vall d'Anglès, de mica en mica s'anaren formant dos nuclis importants de població. El barri de la Cellera, format entorn de l'església parroquial de Santa Maria de Sales, i el barri del nucli del castell. El domini religiós parroquial s'impartia des de l'església de Santa Maria de Sales i el domini civil des del castell.
El dia 18 de febrer de l'any 1294, el rei Jaume el Just concedia a Ramon de Cabrera permís per celebrar mercat. Posteriorment, el 23 d'agost de 1321, el mateix monarca concedia a Bernat de Cabrera, fill de Ramon, permís per a la celebració de fira anual. Durant l'any 1359, Anglès tenia 128 focs o famílies establertes dins el districte del castell. Elionor Aguilar de Cabrera, esposa de Bernat I, instituïa el 10 d'abril de 1330 el benefici de Sant Amanç, per potenciar el càrrec de notari. La notaria del castell d'Anglès existeix almenys des de l'any 1262 i es va mantenir fins a l'any 1878.
A final del segle xv, dins les muralles no hi havia més espai per edificar, tot i que a mesura que s'anava construint també s'allargava la muralla de protecció. Dos fets importants ajudaren a l'eixamplament del clos emmurallat: els terratrèmols dels anys 1427-28-29, que destruïren part del castell i muralles, i l'enderrocament de la torre de l'homenatge i d'algun mur que l'any 1485 va ordenar enderrocar el cap remença Joan Sala, després de conquerir la vila. A final del segle xvi començaren a agafar forma els nous carrers construïts fora muralla.

### Edat Moderna
L'any 1553 en el terme d'Anglès es comptaven 136 focs. Pocs anys després, el 1597, des del castell eixí una força de sis cents homes, capitanejada per Galceran d'Olmera, que anaren vers Perpinyà per ajudar els exèrcits de Felip II que lluitaven al Rosselló per evitar l'annexió d'aquests territoris a França, cosa que intentava el rei Enric IV. El dia 16 de novembre de 1656, el marquès de Mortara, virrei i capità general de Catalunya, que venia de Darnius on havia guanyat l'exèrcit francès amb tot el seu consell i un fort exèrcit de cavalleria i infanteria espanyola, sojornà a la vila durant quatre dies.
Les conseqüències de les llargues guerres entre França i Espanya les patiren enormement el poble i el castell. El dia 25 de juliol de 1696, després que els francesos resultessin vencedors a la batalla del Ter, que els va permetre posar setge a la ciutat de Girona, entraren violentament a la vila anglesenca, on sojornaren fins al dia 12 d'agost. Molts fugiren de les seves llars tot endinsant-se per les Guilleries i evitar així les represàlies de l'exèrcit invasor. Durant aquella estada, els soldats, que mataven tots els qui arreplegaven, saquejaren, cremaren i destruïren nombroses cases de la vila, l'església, el castell i les muralles. El castell ja no tornaria a refer-se.
La nissaga dels Cabrera, antics vescomtes de Girona, foren els amos de la jurisdicció del castell. Durant la Guerra de la Generalitat, aquest vescomtat anava en contra del rei Joan II, i en perdre la guerra, una bona part de les seves possessions foren repartides entre els guanyadors. Anglès, l'any 1472, fou separat del vescomtat i lliurat a Joan Sarriera, un dels generals vencedors. Anys més tard, el nou rei Ferran el Catòlic manà a Sarriera que restituís la vila i castell al vescomtat de Cabrera. El nou senyor Enríquez, almirall de Castella, i la seva muller, Anna II de Cabrera, l'any 1574 es vengueren el vescomtat a Francesc I de Montcada, marquès d'Aitona. L'any 1596 es produiria una nova venda: Galceran d'Olmera i Çarrovira, batlle natural d'Anglès, i el seu germà Joan compraren a Gastó de Montcada tota la senyoria i drets de la població pel preu de 12.000 lliures barceloneses. En no poder pagar-se la totalitat del convingut —només se'n va pagar la meitat–, el marquès d'Aitona recobrà una part de la senyoria i drets posats a la venda. Amb tot, els Olmera no renunciaren a recuperar en un futur la resta dels drets del castell. El dia 5 de desembre de 1603, cansat d'esperar la resta del pagament promès pels Olmera, el vescomte de Cabrera vengué a la Universitat o Ajuntament els privilegis que no pogueren comprar els Olmera.
Fent un esforç econòmic important, el dia 5 de desembre de 1603 set membres del consistori -Antoni Planella, Montserrat Pairet, Salvador Planes, Jaume Cuc, Antoni Torell, Jeroni Mas i Amer Cuc-, aplegaren 12.560 lliures, que era l'import requerit per a la compra d'alguns dels drets esmentats, i signaren un acord que concedia a l'Ajuntament bona part de la sobirania de la vila.
Ramon Olmera i Çarrovira no es conformà amb aquella venda que el desposseïa de molts privilegis i reclamà davant la Reial Audiència de Catalunya. Després de nombrosos judicis, que finiren l'any 1622, se signava una concòrdia entre l'Ajuntament i el senyor feudal. Novament, la senyoria del castell tornava a estar en mans de Ramon Olmera i l'Ajuntament perdia els privilegis que durant 19 anys foren de domini exclusiu del comú.

### Edat contemporània
L'any 1718 la població d'Anglès era de 387 persones. El dia 15 de març de 1732 Josep d'Olmera i de Rajadell, que estava fortament endeutat, vengué a Fèlix de Sentmenat, marquès de Castelldosrius, tots els drets, propietats i privilegis que els Olmera tenien, pel preu de 16.650 lliures barceloneses[falta cita]. Els Castelldosrius han mantingut moltes propietats a Anglès i la Cellera de Ter fins fa pocs anys. L'any 1788 Anglès i la Cellera signaven un pacte de fet pel qual es reconeixia la separació d'ambdues poblacions, que fins aleshores havien format un sol municipi i parròquia. No obstant això, la separació definitiva, la de dret, no es va portar a terme fins a l'any 1823.
L'any 1809, l'exèrcit de Napoleó tornà a destruir, saquejar i cremar nombroses cases, l'església i la notaria. Basada en una economia agrària i bosquerola, la vila s'endinsà en el segle xix i l'any 1886 Anglès tenia 1.141 habitants. Un canvi radical en la vila tingué lloc el diumenge dia 13 de novembre de 1887 quan s'inaugurà esplèndidament la fàbrica tèxtil que els senyors Antoni Salvadó i Safont, Frederic Homs i Cabanas –casats amb dues germanes Burés– i el nebot d'aquests, Francesc Burés i Borràs, havien edificat a tocar el Ter. A la primera nau, li'n seguiren dues d'altres. A la llarga, aquella indústria, coneguda com a Indústries Burés, canviaria radicalment la vida de la població. El tèxtil portaria el progrés a la vall. De seguida el moviment obrer s'aglutinaria en un associacionisme destacat que va crear sindicats, cooperatives, mutualitats laborals, associacions culturals i recreatives, que donaren una vitalitat impressionant a la vila. La població augmentaria extraordinàriament: l'any 1900 hi havia 1.626 persones i 2.677 l'any 1930.
El mateix dia que es va inaugurar la fàbrica -el 13 de novembre de 1887-, es va poder veure funcionar el primer llum elèctric, que s'instal·là a la plaça de la Vila, posat expressament per donar rellevància a la festa d'inauguració. Pel juny de 1890, entre el carrer Major i la plaça de la Vila, ja funcionaven quatre punts de llum. Anglès, doncs, va ser el primer poble de tot l'Estat espanyol que va tenir enllumenat públic elèctric. No gaire més tard, el 1895 s'iniciaven les obres del Tren Petit tot i que no fou fins a l'any 1911 que s'enllestí tota la ruta Olot-Girona.
A l'inici del segle xx va augmentar la tensió entre amos i obrers i les vagues i aldarulls sorgiren a Anglès i esclataren obertament durant la Setmana Tràgica, quan es cremà el quarter de la Guàrdia Civil. Mentrestant, el teixit associatiu anglesenc creixia i apareixien germandats de socors mutus i cooperatives com Libera Popolo o La Económica Anglesense que el 1933 es fusionarien en La Unión Anglesense. Els pagesos creaven l'Alianza Agrícola i els paletes L'Antena.
La segona República arribà amb la inauguració de l'escola graduada per a nois. L'ajuntament estava presidit per Pere Masats, d'Esquerra Republicana. Durant aquest curt període des de l'ajuntament es posaria especial cura a portar a terme una tasca de millora i catalanització de l'ensenyament públic.
Durant els primers anys del franquisme es vivia sota un control repressiu permanent: d'una banda, l'ensenyament del català estava prohibit i, de l'altra, per aconseguir els productes bàsics per a l'alimentació diària hom necessitava les cartilles de racionament. De la mà de la sardana, que fou de les primeres manifestacions tradicionals folklòriques permeses pel règim, sorgiria l'Agrupació Sardanista i Cultural Floricel, que seria l'entitat cultural més dinàmica de la població i la que més va fer per tornar la nostra llengua i la democràcia a una situació de normalitat. Floricel organitzava anualment l'aplec de la Sardana, impartia classes de català, tenia cura de la festa del llibre, preparava festivals de cançó catalana, etc. També el futbol, de la mà del Club Esportiu Anglès, que estava en bona part subvencionat per Indústries Burés, viuria molt bons moments.
El mes de maig del 1956 es crea la Societat de Pescadors esportius d'Anglès i Comarca SPEDAC (actual SPEDAC), esent aquesta una de les assosiacions més actives del poble, de la que Joaquim Bauxell i Costa junt amb el compositor, music i pianista d'Amer, Pere Buxó i Domènech van crear la sardana amb lletra "Anant a la pesca", que és l'Himne de la societat esportiva de pescadors de Anglès. Aquesta Societat de pesca és organizadora de concursos extraordinaris i multitudinaris com el que organitzen cada any per les Gales d'Anglès i que algún any ha agrupat fins a 200 pescadors. Cal destacar la Feina que han fet de manteniment i conservació de la fauna piscícola repoblant els rius i introduint-hi noves espècies, com p.e. black bass, carpa Royal, truites i silurs.
A la fi dels anys seixanta la població arribava als 4700 habitants i el dinamisme econòmic era molt gran. El tèxtil era la branca industrial que més gent ocupava: a Indústries Burés treballaven més de mil persones i la fàbrica dels Bosch va ser líder en la producció d'un article que feia furor entre la joventut, els texans. El sector de la fusta passava per una bona època i algunes indústries locals s'especialitzaven en la fabricació de llapis, escuradents i agulles per estendre roba. La bonança econòmica portaria una allau migratòria prou important. Els nouvinguts solien arribar per treballar a les mines d'Osor o a les obres de construcció de l'embassament de Susqueda i a la conducció de les d'aigües cap a Barcelona. Entorn d'aquest progrés sorgiria un gran esclat del comerç, i els caps de setmana aquesta vila es convertia en un important centre d'oci, on funcionaven quatre cinemes i dues sales de ball.
L'any 1978, per manca de quòrum, es dissolgué el consistori i fou substituït per una gestora. Un fort moviment social reclamava canvis al poble i al país. L'Assemblea Democràtica d'Anglès, formada per un grup nombrós de gent, d'ideologia política diversa, impulsava conferències sota l'encapçalament de les terceres vies. En aquestes conferències hi participaren els líders dels principals partits polítics catalans. Prop de mil persones signaren un manifest que demanava al consistori el canvi de noms dels carrers i que la retolació es fes en català.

### Actualitat
La democràcia municipal arribaria l'any 1979. Aleshores, Anglès tenia 5.186 habitants. En les primeres eleccions municipals democràtiques sortí guanyadora la candidatura Assemblea d'Independents i Socialistes. A partir d'aquell moment neix un binomi polític –socialistes i convergents– que és el que governarà la vila durant els anys que portem de democràcia. Els primers, encapçalats per Josep Maria Feliu, han administrat la població durant 16 anys i, els segons, sota la presidència de Josep Manel Bassols, regenten l'alcaldia des de l'any 1995 fins al 2003.
A partir d'aquí, amb els dos regidors que obté la formació d'Esquerra Republicana de Catalunya, es trenca l'endèmic bipartidisme de la vila, forçant aquests per primera vegada un govern d'unitat, (ERC/CiU/PSC), essent l'alcalde en Jordi Fornés Pol (ERC).
El binomi de sociovergència regnant a la vila va patir un revés en les eleccions del 2011, on la població va executar el seu càstig al govern municipal a les urnes, el 22 de maig. Gràcies a aquest, el partit Per Anglès Units (PAU) es va situar com a nova formació de govern, amb una majoria absoluta en aconseguir vuit dels tretze regidors.
Televisió d'Anglès va ser una cadena de televisió d'àmbit local i que només retransmetia durant les festes majors. Tenia cobertura a Anglès i a zones del poble veí, La Cellera de Ter. A causa de problemes de cessió d'un local per fer les emissions per part del consistori local, va deixar d'emetre l'any 2009.

## Govern Municipal

### Eleccions
| Candidatura | Candidatura                       | Cap de llista          | Vots | Regidors | % vots |
| ----------- | --------------------------------- | ---------------------- | ---- | -------- | ------ |
|             | Per Anglès Units - FIC            | Pere Espinet i Coll    | 799  | 5        | 34.37% |
|             | Convergència i Unió               | Àstrid Desset i Desset | 613  | 4        | 26.37% |
|             | Anglès2015 - Acord Municipal      | Josep Casadellà Turon  | 593  | 3        | 25.51% |
|             | Candidatura d'Unitat Popular - PA | Sergi Riera Sau        | 286  | 1        | 13.30% |
|             | Vots nuls                         |                        | 40   |          | 1.69%  |
|             | Vots en blanc                     |                        | 34   |          | 1.46%  |
| Total       | Total                             | 2365                   | 2365 | 13       |        |

| Candidatura | Candidatura                                              | Cap de llista        | Vots | Regidors | % vots |
| ----------- | -------------------------------------------------------- | -------------------- | ---- | -------- | ------ |
|             | Per Anglès Units - FIC                                   | Pere Espinet i Coll  | 1033 | 8        | 50.17% |
|             | Partit dels Socialistes de Catalunya - Progrés Municipal | Josep Santané Torner | 462  | 3        | 22.44% |
|             | Convergència i Unió                                      | Albert Serra Pey     | 350  | 2        | 17.00% |
|             | Esquerra Republicana de Catalunya - Acord Municipal      | Jordi Fornés Pol     | 125  | 0        | 6.07%  |
|             | Vots nuls                                                |                      | 109  |          | 5.03%  |
|             | Vots en blanc                                            |                      | 89   |          | 4.32%  |
| Total       | Total                                                    | 2168                 | 2168 | 13       |        |

| Candidatura | Candidatura                                              | Cap de llista           | Vots | Regidors | % vots |
| ----------- | -------------------------------------------------------- | ----------------------- | ---- | -------- | ------ |
|             | Convergència i Unió                                      | Pere Figuereda i Cairol | 685  | 4        | 29.11% |
|             | Partit dels Socialistes de Catalunya - Progrés Municipal | Josep Santané i Torner  | 624  | 4        | 26.52% |
|             | Per Anglès Units                                         | Pere Espinet i Coll     | 577  | 4        | 24.52% |
|             | Esquerra Republicana de Catalunya - Acord Municipal      | Jordi Fornés i Pol      | 234  | 1        | 9.94%  |
|             | AiA - FIC - Partit Independent                           |                         | 119  | 0        | 5.06%  |
| Total       | Total                                                    | 2414                    | 2414 | 13       |        |

### Alcaldes d'Anglès
| Període     | Alcalde o alcaldessa    | Partit polític      | Data de possessió | Observacions |
| ----------- | ----------------------- | ------------------- | ----------------- | ------------ |
| 1979–1983   | Josep Maria Feliu       | Logotip del PSC     | 19/04/1979        | --           |
| 1983–1987   | Josep Maria Feliu       | Logotip del PSC     | 28/05/1983        | --           |
| 1987–1991   | Josep Maria Feliu       | Logotip del PSC     | 30/06/1987        | --           |
| 1991–1995   | Josep Maria Feliu       | Logotip del PSC     | 15/06/1991        | --           |
| 1995–1999   | Josep Manel Bassols     | Convergència i Unió | 17/06/1995        | --           |
| 1999–2003   | Josep Manel Bassols     | Convergència i Unió | 03/07/1999        | --           |
| 2003–2007   | Pere Figuereda i Cairol | Convergència i Unió | 14/06/2003        | --           |
| 2007–2011   | Pere Figuereda i Cairol | Convergència i Unió | 16/06/2007        | --           |
| 2011–2015   | Pere Espinet i Coll     | PAU                 | 11/06/2011        | --           |
| 2015–2019   | Àstrid Desset i Desset  | Convergència i Unió | 13/06/2015        | --           |
| 2019-2023   | Àstrid Desset i Desset  | JuntsXCat           | 15/06/2019        | --           |
| Des de 2023 | n/d                     | n/d                 | 17/06/2023        | --           |

## Demografia
| 1497 f | 1515 f | 1553 f | 1717 | 1787 | 1857  | 1877  | 1887  | 1900  | 1910  |
| ------ | ------ | ------ | ---- | ---- | ----- | ----- | ----- | ----- | ----- |
| 91     | 109    | 136    | 338  | 448  | 1.358 | 1.277 | 1.339 | 1.626 | 2.620 |

| 1920  | 1930  | 1940  | 1950  | 1960  | 1970  | 1981  | 1990  | 1992  | 1994  |
| ----- | ----- | ----- | ----- | ----- | ----- | ----- | ----- | ----- | ----- |
| 2.766 | 2.677 | 2.911 | 3.291 | 4.026 | 4.788 | 5.026 | 5.241 | 5.154 | 5.154 |

| 1996  | 1998  | 2000  | 2002  | 2004  | 2006  | 2008  | 2010  | 2012  | 2014  |
| ----- | ----- | ----- | ----- | ----- | ----- | ----- | ----- | ----- | ----- |
| 4.785 | 4.752 | 5.009 | 5.020 | 5.096 | 5.211 | 5.446 | 5.560 | 5.719 | 5.606 |

| 2016  | 2018  | 2020  | 2022  | 2024  | 2026 | 2028 | 2030 | 2032 | 2034 |
| ----- | ----- | ----- | ----- | ----- | ---- | ---- | ---- | ---- | ---- |
| 5.473 | 5.519 | 5.654 | 5.682 | 5.969 | -    | -    | -    | -    | -    |

## Persones
- Francesca Barnades i Masoliver (1925 - 1972), poetessa.
- Remei Varo i Uranga (1908 - 1963), pintora surrealista.
- Joaquim Bauxell i Costa (Anglès, La Selva, 14 d'abril de 1921 – Anglès, La Selva, 5 de maig de 1997) fou un poeta i escriptor.

## Llocs d'interès
- Can Cendra. Va ser el resultat de les obres de reforma i ampliació d'un antic casal, efectuades per l'arquitecte Rafael Masó i Valentí als anys 1913-1915, amb un llenguatge arquitectònic noucentista, de referències a arquitectures centreeuropees.